# Гржималі Іван Войцехович
Іва́н Войце́хович Гржима́лі (* 13 квітня 1844, Пльзень, Чехія — † 11 січня (24 січня) 1915, Москва) — російський скрипаль, педагог.

## Біографічні відомості
За національністю чех. Син органіста Войцеха Гржималі, брат композитора Войцеха Гржималі.
1861 року закінчив Празьку консерваторію по класу скрипки Моріца Мільднера. Працював концертмейстером Філармонічного оркестру і викладачем консерваторії в Амстердамі, концертував. Від 1869 року викладач, від 1874 року професор Московської консерваторії.
Виступав як соліст і диригент, був концертмейстером симфонічного оркестру (1874—1905) і очолював струнний квартет Московського відділення Російського музичного товариства. Створив власний педагогічний напрямок, відомий як Московська школа скрипалів.
Серед учнів Йосип Котек, Микола Рославець, Микола Кленовський, Лія Любошиць.
Автор низки інструктивно-педагогічних творів для скрипки.